# Coupe des champions de la CONCACAF 1987
Navigation
Édition précédente Édition suivante
La Coupe des champions de la CONCACAF 1987 était la vingt-troisième édition de cette compétition.
Elle a été remportée par le Club América face au Defence Force Football Club sur le score cumulé de trois buts à un.

## Participants
Un total de 25 équipes provenant d'un maximum de 12 nations pouvaient participer au tournoi. Elles appartenaient aux zones Amérique du Nord, Amérique Centrale et Caraïbes de la CONCACAF.
Le tableau des clubs qualifiés était le suivant :
| Nation                                    | Club                                      | Raison de qualification                          |
| Zone Amérique du Nord / Amérique Centrale |                                           |                                                  |
| Troisième tour                            |                                           |                                                  |
| États-Unis                                | Saint-Louis Kutis (en)                    | Vainqueur de la National Challenge Cup 1986.     |
| États-Unis                                | San Pedro Yugoslavs                       | Finaliste de la National Challenge Cup 1986.     |
| Mexique                                   | Club América                              | Vainqueur du Tournoi Prode 1985.                 |
| Mexique                                   | CF Monterrey                              | Vainqueur du Tournoi México 1986.                |
| Deuxième tour                             |                                           |                                                  |
| Salvador                                  | Alianza FC                                | Champion du Salvador 1986-87.                    |
| Salvador                                  | CD Águila                                 | Second du championnat du Salvador 1986-87.       |
| Guatemala                                 | Aurora FC                                 | Champion du Guatemala 1986.                      |
| Guatemala                                 | CSD Galcasa                               | Second du championnat du Guatemala 1986.         |
| Costa Rica                                | CS Herediano                              | Champion du Costa Rica 1984-85.                  |
| Costa Rica                                | Deportivo Saprissa                        | Méthode de qualification inconnue.               |
| Premier tour                              |                                           |                                                  |
| Honduras                                  | CD Olimpia                                | Champion du Honduras 1986.                       |
| Honduras                                  | Real España                               | Second du championnat du Honduras 1986.          |
| Belize                                    | Leslie Verdes                             | Méthode de qualification inconnue.               |
| Belize                                    | Coke Milpross                             | Méthode de qualification inconnue.               |
| Zone Caraïbes                             |                                           |                                                  |
| Deuxième tour                             |                                           |                                                  |
| Trinité-et-Tobago                         | Defence Force Football Club               | Champion de Trinité-et-Tobago 1987.              |
| Premier tour                              |                                           |                                                  |
| Trinité-et-Tobago                         | Trintoc                                   | Second du championnat de Trinité-et-Tobago 1987. |
| Saint-Vincent-et-les-Grenadines           | MG Renegades                              | Méthode de qualification inconnue.               |
| Saint-Vincent-et-les-Grenadines           | Rick's Superstars                         | Méthode de qualification inconnue.               |
| Modèle:MTQ (1931-2019)                    | Golden Star de Fort-de-France             | Champion de la Martinique 1986.                  |
| Modèle:MTQ (1931-2019)                    | Club Franciscain                          | Second du championnat de la Martinique 1986.     |
| Guadeloupe                                | Association sportive et générale Juventus | Champion de Guadeloupe 1985-86.                  |
| Guadeloupe                                | L'Étoile de Morne-à-l'Eau                 | Second du championnat de Guadeloupe 1986-87.     |
| Sainte-Lucie                              | VSADC                                     | Méthode de qualification inconnue.               |
| Sainte-Lucie                              | Uptown Rebels                             | Méthode de qualification inconnue.               |
| Jamaïque                                  | Harbour View                              | Méthode de qualification inconnue.               |

## Calendrier
| Tour                          | Nom                    | Date aller             | Date retour            | Équipes participantes | Équipes restantes |
| Phase de qualification (1987) |                        |                        |                        |                       |                   |
| 1                             | Phase de qualification | 31 mars - 30 septembre | 31 mars - 30 septembre | 25                    | 25 à 2            |
| Phase finale (1987)           |                        |                        |                        |                       |                   |
| 1                             | Finale                 | 21 octobre             | 28 octobre             | 2                     | 2 à 1             |

## Compétition

### Phase de qualification

#### ZoneAmérique du Nord/Amérique Centrale

##### Premier tour
| Date        | Pays | Club          | Aller | Retour | Club          | Pays | Commentaire |
| 10 / 13 mai |      | Leslie Verdes | 0-2   | 1-6    | Real España   |      |             |
| 13 / 17 mai |      | CD Olimpia    | 8-1   | 1-1    | Coke Milpross |      |             |

##### Deuxième tour
Le tournoi suivant a eu lieu dans le Stade Tiburcio Carias Andino à Tegucigalpa au Honduras.
| Rang | Équipe       | Pts | J | G | N | P | Bp | Bc | Diff |
| ---- | ------------ | --- | - | - | - | - | -- | -- | ---- |
| 1    | CD Olimpia   | 5   | 3 | 2 | 1 | 0 | 3  | 1  | +2   |
| 2    | CS Herediano | 4   | 3 | 1 | 2 | 0 | 3  | 1  | +2   |
| 3    | CD Águila    | 3   | 3 | 1 | 1 | 1 | 6  | 4  | +2   |
| 4    | CSD Galcasa  | 0   | 3 | 0 | 0 | 3 | 1  | 7  | -6   |

| Date    | Pays | Club         | Score | Club         | Pays |
| 7 juin  |      | CS Herediano | 1-1   | CD Águila    |      |
| 7 juin  |      | CD Olimpia   | 1-0   | CSD Galcasa  |      |
| 11 juin |      | CD Águila    | 4-1   | CSD Galcasa  |      |
| 11 juin |      | CD Olimpia   | 0-0   | CS Herediano |      |
| 14 juin |      | CSD Galcasa  | 0-2   | CS Herediano |      |
| 14 juin |      | CD Olimpia   | 2-1   | CD Águila    |      |

Le tournoi suivant a eu lieu dans le Stade Cuscatlan à San Salvador au Salvador.
| Rang | Équipe             | Pts | J | G | N | P | Bp | Bc | Diff |
| ---- | ------------------ | --- | - | - | - | - | -- | -- | ---- |
| 1    | Deportivo Saprissa | 4   | 3 | 1 | 2 | 0 | 6  | 4  | +2   |
| 2    | Real España        | 4   | 3 | 2 | 0 | 1 | 4  | 4  | 0    |
| 3    | Aurora FC          | 3   | 3 | 1 | 1 | 1 | 2  | 2  | 0    |
| 4    | Alianza FC         | 1   | 3 | 0 | 1 | 2 | 5  | 7  | -2   |

| Date    | Pays | Club               | Score | Club               | Pays |
| 7 juin  |      | Aurora FC          | 0-1   | Real España        |      |
| 7 juin  |      | Alianza FC         | 3-3   | Deportivo Saprissa |      |
| 11 juin |      | Aurora FC          | 0-0   | Deportivo Saprissa |      |
| 11 juin |      | Alianza FC         | 1-2   | Real España        |      |
| 14 juin |      | Deportivo Saprissa | 3-1   | Real España        |      |
| 14 juin |      | Alianza FC         | 1-2   | Aurora FC          |      |

##### Troisième tour
| Date               | Pays | Club                   | Aller   | Retour  | Club         | Pays | Commentaire                   |
| 31 mars / 29 avril |      | San Pedro Yugoslavs    | Forfait | Forfait | Club América |      | Forfait avant le premier tour |
| 14 / 21 avril      |      | Saint-Louis Kutis (en) | 0-1     | 1-3     | CF Monterrey |      |                               |

Le tournoi suivant a eu lieu dans le Stade national du Costa Rica à San José au Costa Rica.
| Rang | Équipe             | Pts | J | G | N | P | Bp | Bc | Diff |
| ---- | ------------------ | --- | - | - | - | - | -- | -- | ---- |
| 1    | CD Olimpia         | 4   | 3 | 2 | 0 | 1 | 7  | 3  | +4   |
| 2    | Deportivo Saprissa | 4   | 3 | 2 | 0 | 1 | 7  | 6  | +1   |
| 3    | CS Herediano       | 4   | 3 | 2 | 0 | 1 | 6  | 7  | -1   |
| 4    | Real España        | 0   | 3 | 0 | 0 | 3 | 3  | 7  | -4   |

| Date        | Pays | Club               | Score | Club               | Pays |
| 28 juin     |      | CS Herediano       | 3-2   | Real España        |      |
| 28 juin     |      | Deportivo Saprissa | 1-4   | CD Olimpia         |      |
| 1er juillet |      | CD Olimpia         | 2-0   | Real España        |      |
| 1er juillet |      | CS Herediano       | 1-4   | Deportivo Saprissa |      |
| 5 juillet   |      | Deportivo Saprissa | 2-1   | Real España        |      |
| 5 juillet   |      | CS Herediano       | 2-1   | CD Olimpia         |      |

##### Quatrième tour
| Date                  | Pays | Club               | Aller | Retour | Club         | Pays | Commentaire |
| 23 / 30 août          |      | Deportivo Saprissa | 2-2   | 1-2    | Club América |      |             |
| 25 août / 2 septembre |      | CD Olimpia         | 0-1   | 2-2    | CF Monterrey |      |             |

##### Cinquième tour
| Date              | Pays | Club         | Aller | Retour | Club         | Pays | Commentaire |
| 23 / 30 septembre |      | Club América | 3-3   | 2-0    | CF Monterrey |      |             |

#### ZoneCaraïbes

##### Premier tour
| Date             | Pays | Club                          | Aller | Retour | Club                                      | Pays | Commentaire       |
| 8 / 22 avril     |      | MG Renegades                  | 2-0   | 1-4    | Club Franciscain                          |      |                   |
| 8 / 22 avril     |      | L'Étoile de Morne-à-l'Eau     | 3-1   | 0-2    | Harbour View                              |      | Tirs au but : 4-3 |
| 8 / 22 avril     |      | VSADC                         | 5-1   | 0-2    | Association sportive et générale Juventus |      |                   |
| 8 / 26 avril     |      | Golden Star de Fort-de-France | 3-0   | 1-0    | Uptown Rebels                             |      |                   |
| 22 avril / 5 mai |      | Rick's Superstars             | 1-2   | 0-3    | Trintoc                                   |      |                   |

##### Deuxième tour
Le Club Franciscain a déclaré forfait entre les deux confrontations, le Defence Force Football Club qui avait remporté le premier match a donc été déclaré vainqueur.
Malgré sa victoire face au VSADC, L'Étoile de Morne-à-l'Eau a déclaré forfait pour le reste de la compétition, la CONCACAF n'a pas repêché son adversaire.
| Date             | Pays | Club                          | Aller | Retour  | Club                      | Pays | Commentaire |
| 6 mai            |      | Defence Force Football Club   | 4-2   | Forfait | Club Franciscain          |      |             |
| 6 mai / 10 juin  |      | VSADC                         | 1-1   | 1-3     | L'Étoile de Morne-à-l'Eau |      |             |
| 14 mai / 10 juin |      | Golden Star de Fort-de-France | 0-1   | 0-0     | Trintoc                   |      |             |

##### Troisième tour
| Date              | Pays | Club    | Aller | Retour | Club                        | Pays | Commentaire |
| 27 / 30 septembre |      | Trintoc | 1-1   | 1-2    | Defence Force Football Club |      |             |

### Phase Finale

#### Finale
| Match aller     | Defence Force Football Club | 1:1   | Club América          | Stade Hasely Crawford Port-d'Espagne, Trinité-et-Tobago |  |
| 21 octobre 1987 | Sutton 7e                   | (1:1) | Juan Antonio Luna 43e |                                                         |  |

| Match retour    | Club América                                      | 2:0   | Defence Force Football Club | Stade Azteca Mexico, Mexique |                            |
| 28 octobre 1987 | Juan Antonio Luna 63e · Antonio Carlos Santos 90e | (0:0) |                             | Arbitrage : Luis Hernández   | Arbitrage : Luis Hernández |

| Champion de la CONCACAF 1987 |
| ---------------------------- |
| Drapeau du Mexique           |
| Club América Deuxième Titre  |